# دوسر طويل
الدوسر الطويل (الاسم العلمي: Aegilops longissima) نوع نباتي يتبع جنس الدوسر من الفصيلة النجيلية. 

## البيئة والانتشار
موطنه بلاد الشام ومصر.

## مردفات للاسم العلمي
- (باللاتينية: Sitopsis longissima (Schweinf. & Muschl.) Á. Löve)
- (باللاتينية: Triticum longissimum (Schweinf. & Muschl.) Bowden)